# 閻森
閻森（えん しん、Yan Sen, 阎森, 1975年8月16日 - ）は中国の卓球選手。江蘇省徐州出身。同じく中国の劉国梁と並んで、裏面打法を攻撃型スタイルに取り入れた草分的存在。
サービスからの３球目攻撃の展開を最も得意とし、168cmの小柄な体から放たれる威力抜群のドライブと厳しいコース取りを武器とする。使用頻度は多くないが裏面打法の威力も非常に高かった。
選手時代の最高世界ランクは25位。ドライブ主戦前陣速攻とも言える攻撃的スタイルだったが、それゆえに安定感に欠ける部分もあった。
2005年よりグランプリ卓球部に所属し、日本卓球リーグに参戦している。
2005年限りで現役を引退し、その後は母国の中国ナショナルリーグでコーチを務め、2013年から男子ジュニアチームの監督に就任している。
シングルスでは目立った実績は残していないものの、ダブルスの名手として知られ主に王励勤とのペアで輝かしい実績を残していた。

## 主な戦績
- 1996年
  - ITTFプロツアーグランドファイナル（1996 天津） 男子ダブルス優勝（王励勤と）
- 1997年
  - 第44回世界選手権マンチェスター大会 男子シングルス3位
- 1998年
  - ITTFプロツアーグランドファイナル（1998 パリ） 男子ダブルス優勝（王励勤と）
- 1999年
  - 第45回世界選手権アイントホーフェン大会 男子ダブルス準優勝（王励勤と）
- 2000年
  - シドニーオリンピック 男子ダブルス金メダル（王励勤と）
  - ITTFプロツアーグランドファイナル（2000 横浜） 男子ダブルス優勝（王励勤と）
- 2001年
  - 第46回世界選手権大阪大会 男子ダブルス優勝（王励勤と）
- 2003年
  - 第47回世界選手権パリ大会 男子ダブルス優勝（王励勤と）
- 2005年
  - 第48回世界選手権上海大会 男子ダブルス3位（王励勤と）、混合ダブルス3位（郭焱と）